# Varunella indorana
Varunella indorana är en mossdjursart som beskrevs av Wiebach 1974. Varunella indorana ingår i släktet Varunella, klassen Phylactolaemata, fylumet mossdjur och riket djur. Inga underarter finns listade i Catalogue of Life.